# Вертолёты России
Холдинг «Вертолёты России» — российский вертолётостроительный холдинг, объединяющий большинство вертолётостроительных предприятий страны. АО «Вертолёты России» (управляющая компания холдинга) является дочерней компанией Государственной корпорации «Ростех».
Из-за вторжения России на Украину, холдинг находится под международными санкциями всех стран Евросоюза, США и ряда других государств.

## История
Холдинг «Вертолёты России» был создан в 2007 году как дочерняя компания ОАО «ОПК» «Оборонпром», в которую были переданы вертолётостроительные активы материнской компании. К концу 2010 года холдинг консолидировал контрольные пакеты всех вертолётостроительных заводов в России.
В мае 2011 года «Вертолёты России» собирались провести первичное размещение акций на Лондонской фондовой бирже, планируя привлечь свыше $500 млн (из них до $250 млн в качестве инвестиций в саму компанию, остальное — владельцу — «Оборонпрому»). Это стало бы первым размещением предприятия российского ВПК на зарубежной площадке. Подготовка к IPO сопровождалась довольно заметной рекламной кампанией, в частности, в газете «The Times» было размещено поздравление принцу Уильяму со свадьбой. Рекламное объявление на целую полосу изображало вертолёт Ми-26T, нависший над Букингемским дворцом с большим подарочным свёртком. Дополнял рекламу слоган «Одному известному пилоту от известного производителя вертолётов». Однако, размещение было отложено в силу низкого спроса на акции.
Отраслевое издание Defense News в своем ежегодном рейтинге Defense News TOP 100, посвященном компаниям оборонно-промышленного комплекса со всего мира, поместило холдинг «Вертолёты России» на 24-е место по итогам 2012 года, отметив рекордные темпы роста российской оборонной компании, поднявшейся с 39-й позиции в рейтинге по итогам 2011 года. В анализе рейтинга отмечается, что за отчётный период ОПК России в целом показал впечатляющие результаты, особенно на фоне снижения военных расходов США и ряда европейских стран.
Правительство РФ рассматривало объединение ОАК и «Вертолётов России»  в 2018 году, однако тогда от идеи решено было отказаться, так как решение затрагивало интересы иностранного акционера «Вертолётов России» — фонда Mubadala из ОАЭ, который совместно с РФПИ владеет 12,5 % холдинга. Фонд мог потребовать возмещения стоимости акций на сумму около 30 млрд руб.
«Ростех» продолжает рассматривать вариант объединения ОАК и «Вертолётов России» по примеру Airbus и Boeing. 12,5 % акций холдинга «Вертолёты России» (на сумму около 30 млрд руб., или около 480 млн долларов), принадлежит холдингу Mubadala из ОАЭ, совместно с РФПИ (Российский фонд прямых инвестиций – суверенный инвестиционный фонд Российской Федерации с зарезервированным капиталом 10 млрд USD под управлением.).

## Собственники и руководство
Руководство холдинга:
- генеральный директор — Колесов, Николай Александрович[10].
- первый заместитель генерального директора — Фомин Сергей Валерьевич.
- заместитель генерального директора – руководитель аппарата — Корицкий Юрий Анатольевич.
- заместитель генерального директора по научно-технической политике и разработке вертолётной техники — Короткевич Михаил Захарович.
- заместитель генерального директора по программам и стратегии — Пахоменко Алексей Владимирович.
- заместитель генерального директора по продажам военной вертолётной техники — Савельев Владислав Юрьевич.
- заместитель генерального директора по послепродажному обслуживанию — Чечиков Игорь Валерьевич.
- заместитель генерального директора – генеральный конструктор — Павленко Николай Серафимович.

Совет директоров холдинга:
- Артяков Владимир Владимирович — председатель.
- Богинский Андрей Иванович — генеральный директор.
- Михеев Александр Александрович.
- Леликов Дмитрий Юрьевич.
- Скворцов Сергей Викторович.
- Федоров Кирилл Валерьевич.
- Минниханов Рустам Нургалиевич.
- Лалетина Алла Сергеевна.
- 14 декабря 2015 года в Совет директоров назначен Анатолий Сердюков.
- Савенков Александр Николаевич.
- Чистяков Александр Леонидович.
- 12,5 % акций холдинга «Вертолёты России» (на сумму около 30 млрд руб. или около 480 миллионов долларов), принадлежит холдингу Mubadala Investment Company[11] из Объединённых Арабских Эмиратов, совместно с Российским фонд прямых инвестиций (РФПИ) – суверенный инвестиционный фонд Российской Федерации[12][13].

## Деятельность
«Вертолёты России» осуществляет разработку и серийное производство вертолётов и беспилотных летательных аппаратов, ремонт вертолётной техники, сервис и маркетинг. Имеет следующие дочерние и зависимые организации:
- АО «Национальный центр вертолётостроения имени М. Л. Миля и Н. И. Камова» (завод № 329) (пос. Томилино)
  - ООО «ВР-Ресурс» (пос. Томилино)
  - ОАО «Вертолётный производственный комплекс „Конверс-Миль“» (г. Москва)
- АО «Улан-Удэнский авиационный завод» (завод № 99) (г. Улан-Удэ)
  - ОАО "Вертолётная инновационно-промышленная компания (г. Улан-Удэ)
  - ЗАО «Авиакомпания „Баргузин“» (г. Улан-Удэ)
  - ОАО «Авиационная промышленность» (г. Москва)
  - ООО «Научно-производственный концерн „Штурмовики Сухого“» (г. Москва)
- ПАО «Казанский вертолётный завод» (завод № 387) (г. Казань)
  - ЗАО «Прана-Авиа» (г. Москва)
  - ООО «Совместное татарско-венгерское предприятие „Хелико“» (г. Казань)
  - ЗАО «Завод „Спецпластина“» (г. Санкт-Петербург)
  - ЗАО «Заречье» (г. Казань)
  - ЗАО «Евромиль» (г. Москва)
  - ЗАО «Казанский вертолётный завод» (г. Казань)
  - ООО «ВЭКС-М» (г. Москва)
  - ОАО "АКБ „Заречье“ (г. Казань)
  - ЗАО «Вертолёты Ми на газовом топливе»
  - АК «Вертолётотехническая компания»
- ПАО «Роствертол» (завод № 168) (г. Ростов-на-Дону)
  - ЗАО «Авиакомпания „Росвертол-Авиа“» (г. Ростов-на-Дону)
  - ЗАО «Санаторий „Зорька“» (п. Небуг-1)
  - ООО «СДК „Росвертол“» (г. Ростов-на-Дону)
  - АО «Роствертол-Интернациональ» (г. Брюссель)
  - ПАО «Донской коммерческий банк» (г. Ростов-на-Дону)
  - АО «НПФ „Роствертол“» (г. Ростов-на-Дону)
- ПАО «Арсеньевская авиационная компания „Прогресс“ имени Н. И. Сазыкина» (завод № 116) (г. Арсеньев)
  - ЗАО «Активные операции» (г. Москва)
- АО «Кумертауское авиационное производственное предприятие» (г. Кумертау)
- АО «Ступинское машиностроительное производственное предприятие» (завод № 120) (г. Ступино)
- АО «Авиационные редуктора и трансмиссии — Пермские моторы» (сокращённое название «Редуктор-ПМ») (г. Пермь)
- ООО «ВР-Технологии» (пос. Томилино)
- АО «Вертолётная сервисная компания» (г. Москва)
  - АО «Новосибирский авиаремонтный завод»
  - ЗАО «ВР-Сервис»
  - Sino-Russian Helicopter Technology Company Ltd
- ООО «Обслуживающая компания „ЛИК“» (пос. Томилино)
- АО «356 Авиационный Ремонтный завод» (АРЗ 356) (г. Энгельс)
- АО «419 Авиационный ремонтный завод» (АРЗ 419) (г. Санкт-Петербург)
- АО «810 авиационный ремонтный завод» (АРЗ 810) (г. Чита)
- АО «12 Авиационный ремонтный завод» (12 АРЗ) (г. Хабаровск)
- АО «150 Авиационный ремонтный завод» (150 АРЗ) (г. Светлый)
- ООО «Центр закупок и логистики вертолётостроительной индустрии» (ЦЗЛ ВИ) (г. Москва)
- ООО «Международные вертолётные программы» (пос. Томилино)
- Integrated Helicopter Services Private Limited (Индия)
- International Rotor Craft Services FZC (ОАЭ)
- ООО «ВР Литейное производство» (г. Москва)
- ООО «ВР Лопастное производство» (г. Кумертау)
- АО «ХелиВерт» (г. Москва)

Совместные предприятия:
- В 2012 году в подмосковном Томилине на территории Национального центра вертолётостроения было построено и введено в эксплуатацию совместное итальянско-российское предприятие по производству гражданских вертолётов AW139 (с концерном Agusta Westland, входящим в группу Finmeccanica)[14]. Первый полет собранного в России AW139 состоялся в декабре 2012 года. По состоянию на июнь 2014 года совместным предприятием было изготовлено только два вертолёта в комплектации VIP, ещё семь находились в сборочном цеху. В 2012 году на авиасалоне в Фарнборо стороны подписали рамочное соглашение по созданию однодвигательного легкого вертолёта массой 2,5 тонны. Начало серийного производства было запланировано на 2015 год и предполагало паритетное участие сторон. Однако в марте 2014 года этот совместный проект был прекращён. Стороны объяснили это невозможностью создания коммерчески успешного продукта в данном сегменте рынка[15].

### Консолидация российского вертолётостроения
Консолидация вертолётостроительной отрасли России завершена. Холдинг «Вертолёты России» активно развивает научно-производственную базу. В подмосковном Томилине сформирован научно-технический комплекс Национального центра вертолётостроения: построен новый корпус вертолётно-инженерного центра, состоящий из двух интегрированных конструкторских бюро, летно-испытательного центра, опытного производства и экспериментально-исследовательского центра.
Идет реформирование производственной платформы. Определена идеология основных центров специализации и компетенции производственных единиц — серийных заводов. В новой конфигурации российского вертолётостроения заводам отводится важная роль формирования конкурентоспособного облика промышленности под текущее и перспективное производство.
Подтверждена главная стратегическая задача развития холдинга «Вертолёты России», определены целевые индикаторы по годам: к 2015 году российское вертолётостроение должно занять 15 % глобального рынка.

### Показатели деятельности
В 2007 году вертолётостроительная отрасль построила 102 машины. Среди них: 83 вертолёта семейства Ми-8/17, 11 семейства Ка-27/32 и 8 боевых Ми-24/35М. В относительных величинах динамика производства — положительная и составляет 59 %.
В 2008 поставлено 169 вертолётов.
В 2009 году предприятия холдинга «Вертолёты России» изготовили 183 единицы вертолётной техники, что на 14 вертолётов больше, чем в 2008 году.
В 2010 поставлено 214 вертолётов, портфель заказов составил 430.
В 2011 поставлено 262 вертолёта, портфель заказов удвоился, до 859 вертолётов, рентабельность на уровне 17 %.
В 2012 году на российских вертолётостроительных предприятиях, входящих в холдинг, было построено 290 вертолётов.
Заказы на постройку новых вертолётов военного и гражданского назначения для российских и зарубежных заказчиков выполняли все производственные предприятия отрасли: «Казанский вертолётный завод» (98 единиц), «Роствертол» (54 единицы), «Улан-Удэнский авиационный завод» (100 единиц), «Кумертауское авиационное производственное предприятие» (17 единиц) и «Арсеньевская авиационная компания „Прогресс“» (21 единица).
Успешной работе способствовало конструкторское сопровождение специалистов «Московский вертолётный завод имени М. Л. Миля» и ОАО «Камов».
По типам вертолётов парк мировой авиации в 2012 году пополнился на 193 машины семейства Ми-8/17, 29 боевых Ми-35М и 18 Ми-28Н, а также 17 семейства Ка-27/32, 21 Ка-52, 6 Ансат-У и 7 Ми-26.
Выручка компании за 2008 и 2009 года отдельно от предприятий группы компаний, которыми управляет ОАО «Вертолёты России», составила 362,2 млн руб. и 775,7 млн руб. соответственно. Чистая прибыль — 64,4 млн руб. и 270,97 млн руб. соответственно. Выручка с учётом предприятий за 2008 и 2009 года составила 31,7 млрд руб. и 47,3 млрд руб. соответственно.
Чистый долг холдинга «Вертолёты России» на конец 2010 года составлял 28,4 млрд руб., капитальные вложения на 2011 год запланированы на уровне 16,5 млрд руб., на 2012 год — 12,8 млрд руб.
В 2012 году выручка компании выросла на 21 % по сравнению с 2011 годом и составила 125,7 млрд руб., показатель EBITDA увеличился на 16 % и составил 20,8 млрд руб., прибыль возросла на 35,2 % до 9,4 млрд руб. В 2012 году холдинг «Вертолёты России» поставил на рынок 290 вертолётов, что на 10,7 % выше показателя предыдущего года. Твердый портфель заказов компании на август 2013 года составил 870 вертолётов на общую сумму более 388 млрд рублей. В ноябре 2011 г. холдинг «Вертолёты России» завершил размещение биржевых облигаций серии БО-02 объёмом 5 млрд рублей. Организатором выпуска является Газпромбанк. В 2013 году поставки российской боевой и военно-транспортной вертолётной техники производства холдинга «Вертолёты России» за рубеж увеличились на 20 % по сравнению с 2012 годом и составили 130 вертолётов.
По итогам 2015 года холдинг продемонстрировал значительный рост основных финансовых показателей, что связано с девальвацией рубля и экспортно-ориентированным портфелем заказов, номинированным в валюте. Одновременно произошло существенное снижения поставок вертолётной техники (212 вертолётов за 2015 год против 271 годом ранее). По словам руководства холдинга, падение поставок, в первую очередь, связано с общемировой тенденцией перенасыщения рынка и, как следствие, падением спроса на продукцию.
В 2016 году выручка холдинга составила 214,3 млрд руб., показатель EBITDA — 40,9 млрд руб., прибыль составила 16,2 млрд руб. В 2016 году холдинг «Вертолёты России» поставил на рынок 189 вертолётов. Твёрдый портфель заказов компании на январь 2017 года составил 396 вертолётов.
| Показатель                                | 2003* | 2004* | 2005* | 2006* | 2007 | 2008    | 2009   | 2010   | 2011    | 2012           | 2013                              | 2014                             | 2015                              | 2016                              | 2017                              |
| ----------------------------------------- | ----- | ----- | ----- | ----- | ---- | ------- | ------ | ------ | ------- | -------------- | --------------------------------- | -------------------------------- | --------------------------------- | --------------------------------- | --------------------------------- |
| Поставлено и произведено вертолётов (шт.) | 70    | 85    | 80    | 93    | 102  | 169     | 183    | 214    | 262     | 290 (поставки) | 275 (поставки) 303 (производство) | 271 (поставки) 287(производство) | 271 (поставки) 239 (производство) | 188 (поставки) 183 (производство) | 213 (поставки) 205 (производство) |
| Гособоронзаказ (шт.)                      |       |       |       |       | 20   | 25      | 25     | 59     | 90      | 127            | >100                              |                                  |                                   |                                   |                                   |
| Твёрдый портфель заказов (шт.)            |       |       |       |       |      |         | 351    | 430    | 859     | 817            | 808                               | 546                              | 494                               | 396                               |                                   |
| Выручка (млрд. руб.)                      |       |       |       |       |      | 31,698  | 47,305 | 67,202 | 103,938 | 125,749        | 138,263                           | 169,842                          | 219,972                           |                                   |                                   |
| - коммерческие (млрд. руб.)               |       |       |       |       |      | 14,814  | 19,044 | 19,302 | 23,479  | 17,054         | 26,943                            | 20,413                           |                                   |                                   |                                   |
| - военные (млрд. руб.)                    |       |       |       |       |      | 16,884  | 28,261 | 47,9   | 80,459  | 108,695        | 111,32                            | 149,429                          |                                   |                                   |                                   |
| Прибыль (млрд. руб.)                      |       |       |       |       |      | 1,934   | 3,884  | 5,904  | 6,985   | 9,442          | 9,473                             | 20,712                           | 42,198                            |                                   |                                   |
| Налог на прибыль (млрд. руб.)             |       |       |       |       |      | (0,907) | 1,152  | 1,501  | 2,966   | 2,877          | 5,075                             | 8,87                             | 11,767                            |                                   |                                   |

 * Года показателей предприятий до создания холдинга

Экономические показатели холдинга «Вертолёты России» в графиках
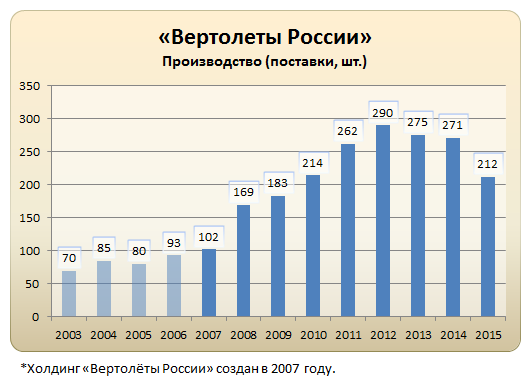
Производство
Гособоронзаказ
Выручка
Выручка по сегментам
Доход от услуг
Выручка по месту нахождения заказчиков (в млрд руб.)
Выручка по месту нахождения заказчиков (в долях)
Производство по типам вертолётов (2012 г.)
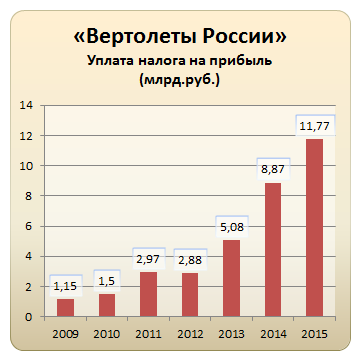
Уплата налога на прибыль

## Санкции
В сентябре 2015 года компания включена в санкционный список Украины. Санкции предусматривают блокировку активов и приостановление выполнения экономических и финансовых обязательств со стороны Украины. 22 декабря того же года — включен в торговый санкционный список США.
15 марта 2022 года, на фоне вторжения России на Украину, холдинг был включён в санкционные списки Евросоюза. 24 марта того же года — включён в блокирующий санкционный список США. Также под санкции попали 15 дочерних компаний холдинга, при этом Минфин США отмечает, что все компании, прямо или косвенно принадлежащие ОАО «Вертолеты России» на 50 и более процентов, подлежат блокированию, даже если они явно не указаны.
10 марта 2022 года холдинг включён в санкционный список Канады.
Также холдинг «Вертолёты России», по аналогичным основаниям, попал под санкции Швейцарии, Австралии, Японии и Новой Зеландии.

## Проекты

### Спортивные проекты
В 2012 году холдинг «Вертолёты России» начал партнёрские отношения с британской компанией Caterham Group, которая владеет автомобильной маркой Caterham Cars и командой «Формулы-1» Caterham F1. За время сотрудничества сторонами было реализовано немало взаимовыгодных идей, включая такие, как: программа популяризации автоспорта в России, совместные международные маркетинговые проекты с участием вертолётов российского производства и настоящих гоночных болидов Caterham F1. Важную роль компании отводят своему сотрудничеству в технологической сфере. Это предполагает основу для новых совместных программ в области изучения композиционных материалов и высоких технологий. В 2012 году холдинг «Вертолёты России» являлся официальным партнёром команды «Формулы-1» Caterham F1.
Начиная с 2013 года холдинг спонсирует титульную команду по шоссейному велоспорту Russian Helicopters, куда входят многие молодые велогонщики России.
В апреле 2014 года холдинг «Вертолёты России» стал официальным спонсором московского клуба ЦСКА.

### Синхрокоптер
В апреле 2019 года холдингом «Вертолёты России» разработан эскизный проект «синхрокоптера» с двумя несущими и одним толкающим винтами. Проект основан на базе вертолёта схемы синхроптер и сможет развивать максимальную скорость 420 км/ч.

### Alpha Aviation LLC
16 ноября 2021 года холдинг «Вертолёты России» и эмиратская компания AJ Holding LLC основали в свободной экономической зоне Ajman Free Zone совместное предприятие Alpha Aviation LLC, которое будет заниматься продвижением и продажей российской вертолётной техники гражданского назначения за рубежом.

### Беспилотные летательные аппараты
В апреле 2018 года холдинг «Вертолёты России» впервые представил беспилотный аппарат VRT300 с максимальной взлетной массой 300 кг и целевой полезной нагрузкой 70 кг. Было создано 2 прототипа аппарата: арктический Arctic Supervision с радаром бокового обзора для ведения ледовой разведки (определения толщины льда) и Opticvision с увеличенной дальностью полета для мониторинга и дистанционного зондирования земли. Arctic Supervision был разработан для интеграции в транспортную систему Северного морского пути, а Opticvision предназначен прежде всего для диагностики, предупреждения и ликвидации аварийных ситуаций при добыче и транспортировке углеводородов, а также для диагностики воздушных линий электропередачи, картографирования, транспортировки грузов, поисковых работ и т. д. Он может находиться в воздухе до 5 часов.
В июле 2021 года на международном Московском авиакосмическом салоне (МАКС-2021) холдинг «Вертолёты России» представил беспилотный вертолёт БАС-200. Аппарат обладает максимальной взлетной массой в 200 кг, имеет подвижный пункт управления, размещенный на легковом автомобильном прицепе, и может находиться в воздухе до 4 часов. Беспилотник можно применять для мониторинга местности, а также для доставки грузов весом до 50 кг. На этом же международном Московском авиакосмическом салоне холдинг «Вертолеты России» подписал с Почтой России соглашение об использовании беспилотных летательных аппаратов БАС-200 и VRT300 в Чукотском автономном округе.

## Модельный ряд
Современные требования глобального вертолётного рынка предполагают разнообразие модельного ряда. Утверждённый на ближайшие годы модельный ряд «Вертолёты России» предполагает помимо выпуска тяжёлых вертолётов серийное производство машин класса 5 и 6 тонн, 3,5-4 тонны.

«Работая с моделями, которые были разработаны ещё в советские времена, невозможно не быть реалистом, — заявил экс-генеральный директор ОАО „Вертолёты России“ Андрей Шибитов. — Между тем, планы холдинга предполагают сохранение позиций на внутреннем рынке, а также там, где российское вертолётостроение присутствует традиционно: в Индии, Китае, Африке, Юго-Восточной Азии. Холдинг расширяет своё присутствие на рынке Латинской Америки, удерживая долю на остальных рынках и не утрачивая позиций в России».

В числе ближайших актуальных задач холдинга «Вертолёты России» — вывод на рынок новых моделей среднего и лёгкого классов. Это поможет российскому вертолётостроению увеличить глобальное присутствие. По прогнозам, «Ансат», Ка-226Т, Ка-62 помогут эффективно расширить географию продаж. Проект Ка-226Т получил первый и пока единственный в ОАО «Вертолёты России» инвестиционный кредит. 
Вертолёты, находящиеся в серийном производстве:
- Ансат
- Ка-226Т
- Ка-27
- Ка-31
- Ка-32А11ВС
- Ка-52
- Ми-8/17 и Ми-171
- Ми-26Т
- Ми-24
- Ми-28Н

Вертолёты, находящиеся на этапе НИОКР или техпредложений:
- Ка-62
- Ми-171А2
- Ми-38
- VRT500

Перспективные вертолётные комплексы:
- ПСВ (Rachel) — проект закрыт в 2014 году[48]

Экспериментальные вертолёты:
- Партизан А140